# 黄荣 (1960年)
黄荣（1960年12月—），男，汉族，广西容县人，中华人民共和国政治人物，中华全国工商业联合会副主席，中国民间商会副会长，中华职业教育社副理事长，河北省人大常委会副主任，第十、十三届全国政协委员，第十一、十二届全国人大代表。

## 生平
黄荣毕业于东北重型机械学院机械制造系机械学专业。2008年起担任全国人大代表。2012年，担任全国工商联副主席。